# Le Moufia
Le Moufia est un quartier de Saint-Denis, le chef-lieu de l'île de La Réunion, un département d'outre-mer français dans l'océan Indien.

## Géographie

### Géologie
La géologie de cet espace est directement liée à l'histoire éruptive du Massif du Piton des Neiges; dont les coulées de lave constituent les sols, Il s'agit de sols ferralitiques.

### Contexte physique
Le Moufia se trouve dans le Nord de l'île de la Réunion, dans la commune de Saint-Denis, mais son territoire ne joint pas la côte. Installé sur les pentes du volcan, la topographie a pris sa forme actuelle en raison de l'érosion. Situé au sud du quartier du Chaudron sur les premières pentes d'un pan de montagne qui culmine à la Roche Écrite. Grâce à cette situation, le quartier bénéficie de vues agréables sur l'océan Indien.
Il est délimité par le boulevard sud de Saint-Denis au Nord, et par la Ravine du Chaudron sur son flanc est. Très urbanisé sur sa partie basse, l'habitat devient pavillonnaire sur les hauteurs, jusqu'à laisser place aux plantations (banane, ananas). Plus en hauteur et au-delà de ses limites, Les Hauts ne sont plus anthropisés, et laissent place à une vaste forêt en partie protégée par le Parc national de La Réunion.
| Le Butor       | Le Chaudron                                | Commune Prima |
| Bois de Nèfles | Le Moufia                                  | La Bretagne   |
| Bois de Nèfles | Bois de Nèfles Parc national de La Réunion | La Bretagne   |

### Transports
Le Moufia est accessible par le boulevard sud, qui dessert l’Avenue Georges Brassens, faisant office de boulevard pour la partie basse du quartier. Cet espace est desservi par les lignes 6, 7 et 15 du réseau de bus Citalis. La Route Départementale 60 (Avenue Marcel Hoarau / Route du Moufia) est quant à elle desservie par les lignes 8 et 25. L'aéroport de la Réunion est très efficacement connecté par le boulevard sud, et peut être rejoint en cinq minutes en voiture.
Le Moufia est desservi par les trois stations intermédiaires de Papang, la première ligne du téléphérique urbain de la Cinor. Celles-ci sont Campus, Moufia et Bancoul, du nord au sud respectivement.

## Histoire
Le Moufia était à l'origine un petit lieu agricole, devenu un des "écarts" de Saint Denis, avant de se faire urbaniser complètement avant les années 2000.

## Services
Le quartier accueille depuis plusieurs années le campus principal de l'Université de La Réunion, qui est également implantée au Tampon. Il abrite le siège du Conseil régional de La Réunion, en forme de pyramide inversée, la police, l'Académie de la Réunion, le Lycée Georges Brassens, l'école des Bancouliers, ainsi que plusieurs terrains de sport. Une petite piscine et un bureau de poste sont implantés plus en hauteur. Une mosquée inaugurée en 2005 est située entre le campus et le Conseil régional.
Dans le quartier même, il n'existe que deux ou trois petits magasins alimentaires, le supermarché le plus proche étant le Jumbo Score au Chaudron. Par l'intermédiaire du Boulevard sud, les habitants du quartier peuvent se rendre rapidement vers le Centre commercial Carrefour Saint-Denis et sa vaste zone commerciale. À l'échelle locale, il subsiste quelques épiceries et boutiques chinois. Parallèlement, il existe un certain nombre de bars, petits restaurants et snack-bars.
Le Moufia fonctionne en synergie avec Le Chaudron, dont les services se complètent par effet de zone de chalandise, grâce à l'Avenue Hippolyte Foucque qui relie directement et rapidement les deux quartiers.
La Clinique Sainte-Clotilde est implantée proche de l'université.